# Mensonges et Cie
Mensonges et Cie est un roman de science-fiction de l'écrivain américain Philip K. Dick, paru sous le titre Lies, Inc. en 1966 aux éditions Ace Books puis traduit en français en 1984 aux éditions Robert Laffont.

## Histoire éditoriale
Ce roman a eu une histoire éditoriale complexe.
- Son premier avatar date de 1964, sous la forme d'une nouvelle publiée dans Fantastic Stories sous le titre The Unteleported Man.
- Philip K. Dick écrit une version longue en 1965, mais finalement Ace Books préfère publier la version d'origine en 1966.
- Philip K. Dick admet en 1977 qu'il souhaite réécrire cette version longue.
- Berkley Books achète les droits en 1979 et publie en 1982 la version longue de 1965, mais avec quatre pages manquantes.
- En 1984, un éditeur britannique publie une version révisée par Philip K. Dick en 1979, les « trous » étant bouchés par John Sladeck.
- En 1986, on retrouve les quatre pages manquantes. Ces textes ne seront alors publiés que par la Philip K. Dick Society[2].